# Morti il 16 maggio
| Questa pagina contiene informazioni ricavate automaticamente dalle voci biografiche con l'ausilio del template Bio e di un bot. L'aggiornamento è periodico e automatico e ricostruisce completamente la pagina. Se manca una persona in questa lista, sei pregato di non aggiungerla, ma accertati piuttosto che la sua voce biografica contenga il template Bio e che i dati anagrafici siano correttamente compilati. Se il template Bio manca, inseriscilo tu stesso o, in alternativa, metti l'avviso {{tmp\|Bio}} che ne segnala la mancanza. Se i dati riportati sono sbagliati, correggi direttamente la voce biografica; le modifiche saranno visibili in questa lista entro pochi giorni. Per chiarimenti vedi il progetto biografie. La lista contiene solo le 491 persone che sono citate nell'enciclopedia e per le quali è stato implementato correttamente il template Bio. Pagina aggiornata al 25 lug 2025. |

## VIII secolo(1)
- 762 - Su Zong, imperatore cinese (n. 711)

## X secolo(3)
- 905 - Giovanni IV bar Abgar, vescovo cristiano orientale siro
- 942 - Sa'Adyah ben Yōsēf al-Fayyūmī, rabbino egiziano
- 995 - Fujiwara no Michitaka, politico giapponese (n. 953)

## XII secolo(5)
- 1101 - Liemaro, arcivescovo cattolico tedesco
- 1144 - Berta di Groitzsch, nobile tedesca
- 1160 - Ubaldo Baldassini, vescovo cattolico e santo italiano (n. 1084)
- 1164 - Eloisa, badessa e letterata francese
- 1182 - Giovanni Comneno Vataze, generale e funzionario bizantino

## XIII secolo(5)
- 1211 - Miecislao IV di Polonia, sovrano polacco
- 1257 - Alberto Sanvitale, vescovo cattolico italiano
- 1265 - Simone Stock, santo e religioso inglese (n. 1165)
- 1268 - Pietro II di Savoia, conte (n. 1203)
- 1282 - Tommaso III di Savoia, nobile

## XIV secolo(7)
- 1312 - Pierre de la Chapelle Taillefer, cardinale francese
- 1317 - Francesco Caetani, cardinale italiano
- 1342 - Eleonora di Bretagna, nobildonna e religiosa inglese (n. 1275)
- 1361 - Pierre des Prés, vescovo e cardinale francese
- 1373 - Giovanni I d'Armagnac, nobile francese (n. 1306)
- 1375 - Liu Ji, politico, funzionario e poeta cinese (n. 1311)
- 1391 - Jacques de Menthonay, cardinale francese

## XV secolo(4)
- 1412 - Facino Cane, condottiero italiano (n. 1360)
- 1412 - Giovanni Maria Visconti, duca (n. 1388)
- 1417 - Eberardo III di Württemberg, conte (n. 1362)
- 1425 - Cristoforo Castiglione, giurista italiano (n. 1345)

## XVI secolo(13)
- 1506 - Johannes Burckardt, vescovo cattolico tedesco
- 1507 - Ginevra Sforza, italiana (n. 1440)
- 1513 - Giovanni Giacomo Castiglioni, arcivescovo cattolico italiano
- 1518 - Dorothy Wadham, inglese
- 1520 - Troiano Caracciolo, I principe di Melfi, nobile e militare italiano
- 1529 - Francesco Morone, pittore italiano
- 1561 - Jan Tarnowski, polacco (n. 1488)
- 1569 - Dirk Willems, olandese
- 1574 - Caterina di Brunswick-Wolfenbüttel, principessa tedesca (n. 1518)
- 1581 - Flavio Orsini, cardinale e vescovo cattolico italiano (n. 1532)
- 1581 - Alessandro Sforza di Santa Fiora, cardinale italiano (n. 1534)
- 1585 - Guido Luca Ferrero, cardinale italiano (n. 1537)
- 1592 - Giovanni Michele Bruto, scrittore, storiografo e religioso italiano (n. 1517)

## XVII secolo(15)
- 1613 - Jerzy Mniszech, drammaturgo e filosofo polacco (n. 1548)
- 1620 - William Adams, navigatore inglese (n. 1564)
- 1649 - Vincenzio Galilei, italiano (n. 1606)
- 1651 - Partenio II di Costantinopoli, arcivescovo ortodosso greco
- 1657 - Andrea Bobola, gesuita e missionario polacco (n. 1591)
- 1662 - Sulaiman Shikoh, principe indiano (n. 1635)
- 1667 - Samuel Bochart, biblista, antiquario e umanista francese (n. 1599)
- 1669 - Pietro da Cortona, pittore e architetto italiano (n. 1597)
- 1671 - Dirck van Delen, incisore, pittore e disegnatore olandese (n. 1604)
- 1676 - Vitale Valguarnera Lanza, nobile e politico italiano (n. 1617)
- 1689 - Christiane Gyldenløve, principessa danese (n. 1672)
- 1691 - Jacob Leisler, mercante, rivoluzionario e politico tedesco (n. 1640)
- 1696 - Maria Anna d'Asburgo (n. 1634)
- 1699 - Giovanni Giuseppe Cosattini, pittore italiano (n. 1625)
- 1699 - Cristina Carlotta di Württemberg, nobile (n. 1645)

## XVIII secolo(21)
- 1703 - Charles Perrault, scrittore francese (n. 1628)
- 1714 - Giuseppe Valletta, filosofo, avvocato e letterato italiano (n. 1636)
- 1717 - Bon Boullogne, pittore, incisore e decoratore francese (n. 1649)
- 1720 - Giovanni Battista Costantini, attore teatrale italiano (n. 1654)
- 1722 - Cristina Guglielmina d'Assia-Homburg, nobildonna (n. 1653)
- 1733 - Antonio del Giudice, nobile e ambasciatore italiano (n. 1657)
- 1739 - René-Joseph de Tournemine, teologo, gesuita e filosofo francese (n. 1661)
- 1741 - Giacomo Lanfredini, cardinale e vescovo cattolico italiano (n. 1680)
- 1746 - Giovanni Adolfo II di Sassonia-Weissenfels, militare tedesco (n. 1685)
- 1754 - Giovanni Carlo Maria Clari, compositore italiano (n. 1677)
- 1755 - Karl Sigmund Friedrich Wilhelm von Leutrum, generale tedesco (n. 1692)
- 1761 - Girolamo Tartarotti, abate, letterato e filosofo italiano (n. 1706)
- 1762 - William Courtenay, VII conte di Devon, nobile e politico inglese (n. 1709)
- 1762 - Ernst Christian Hesse, violista e compositore tedesco (n. 1676)
- 1772 - Orazio Marescotti, I principe di Parrano, nobile italiano
- 1781 - Jacopo Puccini, compositore e organista italiano (n. 1712)
- 1783 - William Douglas, IV baronetto, nobile e politico scozzese (n. 1730)
- 1795 - Johann Friedrich Karl von Alvensleben, giurista tedesco (n. 1714)
- 1796 - Vittorio Maria Baldassare Gaetano Costa d'Arignano, cardinale e arcivescovo cattolico italiano (n. 1737)
- 1798 - Joseph Hilarius Eckhel, gesuita e numismatico austriaco (n. 1737)
- 1799 - Jean-Michel Venture de Paradis, orientalista francese (n. 1739)

## XIX secolo(53)
- 1813 - Maria Anna Francesca del Portogallo, principessa portoghese (n. 1736)
- 1816 - Johann Karl von Mutius, generale prussiano (n. 1758)
- 1818 - Massimiliano di Waldburg-Zeil, nobile (n. 1750)
- 1819 - Michele Angelo Cianciulli, politico e nobile italiano (n. 1734)
- 1819 - La Perricholi, attrice teatrale, cantante e ballerina peruviana (n. 1748)
- 1820 - Gottlieb Friedrich Abel, pittore e incisore tedesco (n. 1763)
- 1821 - Luigi Birago di Borgaro, nobile italiano (n. 1750)
- 1822 - Maksim Maksimovič Alopeus, diplomatico russo (n. 1748)
- 1823 - Grace Elliott, britannica (n. 1754)
- 1826 - Luisa Maria di Baden (n. 1779)
- 1828 - William Congreve, inventore inglese (n. 1772)
- 1830 - Jean Baptiste Joseph Fourier, matematico e fisico francese (n. 1768)
- 1832 - Cesare Lucchesini, scrittore italiano (n. 1756)
- 1832 - Casimir Pierre Périer, politico e banchiere francese (n. 1777)
- 1835 - Felicia Hemans, poetessa britannica (n. 1793)
- 1835 - Elia Interguglielmi, pittore italiano (n. 1746)
- 1839 - Edward Clive, I conte di Powis, politico inglese (n. 1754)
- 1840 - André Jean François Marie Brochant de Villiers, mineralogista francese (n. 1772)
- 1840 - Franjo Vlašić, militare, nobile e politico austriaco (n. 1776)
- 1841 - Marie Boivin, divulgatrice scientifica e scrittrice francese (n. 1773)
- 1846 - Giovanni Zantedeschi, botanico italiano (n. 1773)
- 1847 - Caspar Ett, organista e compositore tedesco (n. 1788)
- 1847 - John Ponsonby, IV conte di Bessborough, nobile e politico inglese (n. 1781)
- 1847 - Vicente Rocafuerte, politico ecuadoriano (n. 1783)
- 1852 - Edoardo di Sassonia-Altenburg, nobile tedesco (n. 1804)
- 1855 - Giovanni Rosini, poeta, romanziere e drammaturgo italiano (n. 1776)
- 1857 - Nasir-ud-dawlah, Asif Jah IV, principe indiano (n. 1794)
- 1860 - Anne Isabella Milbanke, nobile, mecenate e matematica britannica (n. 1792)
- 1861 - John Stevens Henslow, botanico inglese (n. 1796)
- 1862 - Aurelio Bianchi-Giovini, pubblicista, politico e saggista italiano (n. 1799)
- 1862 - Lev Aleksandrovič Mej, poeta e drammaturgo russo (n. 1822)
- 1862 - Thomas Wakley, medico e politico britannico (n. 1795)
- 1871 - Federico Lovera Di Maria, politico e militare italiano (n. 1796)
- 1872 - Agostino Gallo, biografo, storico e critico d'arte italiano (n. 1790)
- 1874 - Eugène Durieu, fotografo francese (n. 1800)
- 1882 - Konstantin Petrovič von Kaufman, generale russo (n. 1818)
- 1884 - William Mumler, fotografo statunitense (n. 1832)
- 1890 - Elena di Baviera, duchessa tedesca (n. 1834)
- 1890 - Mihkel Veske, linguista e poeta estone (n. 1843)
- 1891 - Ion C. Brătianu, politico romeno (n. 1821)
- 1892 - Gaetano Bettoni, politico e magistrato italiano (n. 1814)
- 1893 - Antonio Brighenti, pittore italiano (n. 1810)
- 1893 - Federico Comandini, patriota italiano (n. 1815)
- 1894 - Adolfo Bartoli, letterato italiano (n. 1833)
- 1894 - Amalia Bettini, attrice teatrale italiana (n. 1809)
- 1894 - Kitamura Tōkoku, poeta e critico letterario giapponese (n. 1868)
- 1895 - William Douglas-Hamilton, XII duca di Hamilton, nobile scozzese (n. 1845)
- 1896 - Aleksandr Grigor'evič Stoletov, fisico russo (n. 1839)
- 1897 - Domenico Genoese Zerbi, politico italiano (n. 1824)
- 1897 - Camillo Siciliano di Rende, cardinale e arcivescovo cattolico italiano (n. 1847)
- 1898 - Ludovic Lalanne, bibliotecario, bibliografo e paleografo francese (n. 1815)
- 1898 - August Pollmann, entomologo tedesco (n. 1813)
- 1899 - Francisque Sarcey, critico teatrale e giornalista francese (n. 1827)

## XX secolo(238)
- 1901 - Gustave Lefrançais, politico francese (n. 1826)
- 1902 - Stepan Valerianovič Balmašëv, rivoluzionario russo (n. 1881)
- 1902 - Eugène Chavette, romanziere francese (n. 1827)
- 1902 - William Thomas Sampson, ammiraglio statunitense (n. 1840)
- 1903 - Théophile Bellando de Castro, notaio, poeta e musicista monegasco (n. 1820)
- 1903 - Tancredi Mosti Trotti Estense, politico, militare e patriota italiano (n. 1826)
- 1903 - Sybil Sanderson, soprano statunitense (n. 1864)
- 1904 - Paul Eugène Bontoux, banchiere francese (n. 1820)
- 1905 - Giovanni Battista Adriani, archeologo, storico e numismatico italiano (n. 1823)
- 1907 - Carlo Ludovico II di Hohenlohe-Langenburg, principe (n. 1829)
- 1909 - Henri Patrice Dillon, pittore, illustratore e incisore francese (n. 1850)
- 1910 - Milij Alekseevič Balakirev, compositore, pianista e direttore d'orchestra russo (n. 1836)
- 1910 - Pere Borrell del Caso, pittore, illustratore e incisore spagnolo (n. 1835)
- 1910 - Henri-Edmond Cross, pittore francese (n. 1856)
- 1910 - Jules Dubois, velista francese (n. 1842)
- 1910 - Fedele Romani, scrittore italiano (n. 1855)
- 1911 - Roberto Bonola, matematico italiano (n. 1874)
- 1911 - Gheorghe Manu, generale e politico rumeno (n. 1833)
- 1911 - Lorenzo Panepinto, politico italiano (n. 1865)
- 1912 - Georgij Maksimilianovič di Leuchtenberg, principe russo (n. 1852)
- 1913 - Nicolò Madalena, militare italiano (n. 1863)
- 1913 - Romeo Orsi, militare italiano (n. 1887)
- 1913 - Louis Perrier, architetto e politico svizzero (n. 1849)
- 1916 - Giovanni Battista De Gasperi, geografo, geologo e speleologo italiano (n. 1892)
- 1916 - Ana Rech, italiana (n. 1828)
- 1916 - Thomas Troward, scrittore e filosofo britannico (n. 1847)
- 1917 - Giovanni Boine, poeta e scrittore italiano (n. 1887)
- 1917 - Enrico Cottino, aviatore italiano (n. 1894)
- 1917 - Aurelio Robino, militare italiano (n. 1867)
- 1917 - Ulisse Scarpetta, militare italiano (n. 1887)
- 1917 - Rudolph Sohm, giurista, storico e teologo tedesco (n. 1841)
- 1917 - Robert Sandilands Frowd Walker, militare, atleta e crickettista inglese (n. 1850)
- 1918 - Eugène Gilbert, aviatore francese (n. 1889)
- 1918 - Eusapia Palladino, italiana (n. 1854)
- 1919 - Tommaso Carletti, diplomatico e politico italiano (n. 1860)
- 1919 - Carlo Chiaves, poeta e giornalista italiano (n. 1882)
- 1919 - Eduard Niczky, pittore tedesco (n. 1850)
- 1920 - Marija Leont'evna Bočkarëva, militare russa (n. 1889)
- 1920 - José Gómez Ortega, torero spagnolo (n. 1895)
- 1920 - Levi P. Morton, politico e diplomatico statunitense (n. 1824)
- 1920 - Domenico Raccuini, avvocato e politico italiano (n. 1854)
- 1922 - Ettore Zaccari, ebanista italiano (n. 1877)
- 1922 - Wilhelm Olivier Leube, medico tedesco (n. 1842)
- 1922 - Rodolfo Montecuccoli degli Erri, nobile e ammiraglio austro-ungarico (n. 1843)
- 1923 - George Jay Gould, imprenditore statunitense (n. 1864)
- 1924 - Candy Cummings, giocatore di baseball statunitense (n. 1848)
- 1924 - Francesco Mazza, politico e generale italiano (n. 1841)
- 1926 - Maria Borsa, cantante italiana (n. 1868)
- 1926 - Mehmet VI, sultano ottomano (n. 1861)
- 1928 - Heinrich Ernemann, inventore e imprenditore tedesco (n. 1850)
- 1928 - Hans Friedrich Gadow, ornitologo e naturalista tedesco (n. 1855)
- 1928 - Edmund Gosse, poeta e critico letterario britannico (n. 1849)
- 1930 - Maria Orska, attrice tedesca (n. 1893)
- 1930 - Richard Richardson, tennista britannico (n. 1852)
- 1931 - Mariano La Via, politico, avvocato e glottologo italiano (n. 1868)
- 1931 - Vincenzo Montenovesi, medico e politico italiano (n. 1849)
- 1931 - George Foot Moore, storico e teologo statunitense (n. 1851)
- 1932 - Franc Berneker, scultore sloveno (n. 1874)
- 1932 - Louise Dumont, attrice e direttrice teatrale tedesca (n. 1862)
- 1933 - Ulisse Carlo Bascherini, vescovo cattolico italiano (n. 1844)
- 1933 - Cynthia Curzon, politica inglese (n. 1898)
- 1933 - John Henry Mackay, scrittore, attivista e biografo britannico (n. 1864)
- 1933 - Christian Pfister, medievista francese (n. 1857)
- 1934 - Aristarch Belopol'skij, astronomo e astrofisico russo (n. 1854)
- 1934 - Marija Vasil'evna Žilova, astronoma russa (n. 1871)
- 1935 - Louis Finot, archeologo francese (n. 1864)
- 1935 - Renata d'Asburgo-Teschen, nobile (n. 1888)
- 1935 - Edward Wyke-Smith, ingegnere e scrittore britannico (n. 1871)
- 1936 - Julius Schreck, generale tedesco (n. 1898)
- 1938 - Lewis Bayly, ammiraglio britannico (n. 1857)
- 1938 - Erich Brunner, compositore di scacchi tedesco (n. 1885)
- 1938 - László Hartmann, pilota automobilistico ungherese (n. 1901)
- 1938 - Joseph Baermann Strauss, ingegnere statunitense (n. 1870)
- 1940 - Otto Dimroth, chimico tedesco (n. 1872)
- 1941 - Emilio Caizzo, militare italiano (n. 1920)
- 1941 - Jacopo Gasparini, diplomatico italiano (n. 1879)
- 1941 - Giovan Battista Volpini, generale italiano (n. 1883)
- 1942 - Guido Liuzzi, generale italiano (n. 1866)
- 1942 - Bronisław Malinowski, antropologo e sociologo polacco (n. 1884)
- 1942 - Augustinas Voldemaras, politico lituano (n. 1883)
- 1943 - Giuseppe Caito, militare italiano (n. 1906)
- 1943 - Alfred Hoche, psichiatra tedesco (n. 1865)
- 1943 - Roberto Marcolongo, matematico e fisico italiano (n. 1862)
- 1943 - Eugenio Sirolli, aviatore italiano (n. 1916)
- 1944 - George Ade, giornalista, commediografo e regista statunitense (n. 1866)
- 1944 - Clodomiro Picado Twight, biologo costaricano (n. 1887)
- 1944 - Leone Sinigaglia, compositore italiano (n. 1868)
- 1945 - Umberto Berni, ciclista su strada italiano (n. 1900)
- 1945 - Shintarō Hashimoto, ammiraglio giapponese (n. 1892)
- 1945 - Harry Sundberg, calciatore svedese (n. 1898)
- 1946 - Vitalij Bajrak, religioso ucraino (n. 1907)
- 1946 - Gaetano Guarino, politico e farmacista italiano (n. 1902)
- 1946 - Francis E. McGovern, politico e avvocato statunitense (n. 1866)
- 1946 - Eugenio Minisini, generale, inventore e partigiano italiano (n. 1878)
- 1946 - Karl Eberhard Schöngarth, generale tedesco (n. 1903)
- 1946 - Bruno Tesch, chimico e imprenditore tedesco (n. 1890)
- 1946 - Karl Weinbacher, imprenditore tedesco (n. 1898)
- 1947 - Augusta Bellingham, nobile britannica (n. 1880)
- 1947 - Michael Joseph Curley, arcivescovo cattolico irlandese (n. 1879)
- 1947 - Frederick Gowland Hopkins, medico e biochimico britannico (n. 1861)
- 1949 - William Nicholson, pittore britannico (n. 1872)
- 1950 - Arturo Cozzaglio, geologo e ingegnere italiano (n. 1862)
- 1950 - Friedrich Gerhard, cavaliere tedesco (n. 1884)
- 1950 - Alice Kober, latinista statunitense (n. 1906)
- 1950 - Heinz Ludewig, calciatore tedesco (n. 1889)
- 1951 - Sammy Brooks, attore statunitense (n. 1891)
- 1951 - Dobroslav Chrobák, scrittore slovacco (n. 1907)
- 1952 - Néstor Antón, cestista uruguaiano (n. 1924)
- 1952 - Frances Benjamin Johnston, fotografa e fotoreporter statunitense (n. 1864)
- 1953 - Django Reinhardt, chitarrista francese (n. 1910)
- 1953 - Nicolae Rădescu, politico e generale rumeno (n. 1874)
- 1954 - Werner Bischof, fotografo svizzero (n. 1916)
- 1954 - Salvatore Di Marzo, politico e giurista italiano (n. 1875)
- 1954 - Embaié Uoldemariàm, politico etiope (n. 1906)
- 1954 - Vladimir Ghika, diplomatico e presbitero rumeno (n. 1873)
- 1954 - Clemens Krauss, direttore d'orchestra e impresario teatrale austriaco (n. 1893)
- 1954 - Pat McDonald, pesista e martellista statunitense (n. 1878)
- 1955 - James Agee, scrittore, sceneggiatore e critico cinematografico statunitense (n. 1909)
- 1955 - Manny Ayulo, pilota automobilistico statunitense (n. 1921)
- 1955 - Salvatore Carnevale, sindacalista e politico italiano (n. 1923)
- 1955 - Harold James Murray, scrittore e educatore britannico (n. 1868)
- 1955 - Filippo Vassalli, giurista italiano (n. 1885)
- 1956 - Jean-Marie Barat, calciatore francese (n. 1892)
- 1956 - Ezio Taddei, anarchico e scrittore italiano (n. 1895)
- 1957 - Dick Irvin, hockeista su ghiaccio e allenatore di hockey su ghiaccio canadese (n. 1892)
- 1957 - Eliot Ness, poliziotto statunitense (n. 1903)
- 1958 - Paolo Rodocanachi, pittore greco (n. 1891)
- 1959 - Jaime García, cavaliere spagnolo (n. 1910)
- 1959 - Elisha Scott, allenatore di calcio e calciatore nordirlandese (n. 1894)
- 1960 - Igor' Ėmmanuilovič Grabar', pittore, architetto e storico dell'arte russo (n. 1871)
- 1960 - Paolo Piacco, calciatore italiano (n. 1887)
- 1960 - Ettore Rosa, partigiano e politico italiano (n. 1904)
- 1961 - Kiyotake Kawaguchi, militare giapponese (n. 1892)
- 1961 - Ralf Törngren, politico finlandese (n. 1899)
- 1963 - Luigi Bartolini, incisore, pittore e scrittore italiano (n. 1892)
- 1963 - Giuseppe Femia, politico italiano (n. 1910)
- 1963 - Bernie Masterson, giocatore di football americano statunitense (n. 1911)
- 1963 - Oleg Vladimirovič Pen'kovskij, agente segreto sovietico (n. 1919)
- 1963 - Giacomo Soleri, filosofo e teologo italiano (n. 1910)
- 1964 - Fred Goebel, attore tedesco (n. 1891)
- 1965 - Mary Breckinridge, infermiera statunitense (n. 1881)
- 1965 - János Földessy, allenatore di calcio ungherese (n. 1888)
- 1966 - Robert Pražák, ginnasta cecoslovacco (n. 1892)
- 1968 - Oreste Bogliardi, pittore italiano (n. 1900)
- 1968 - Anton Franzen, politico tedesco (n. 1896)
- 1969 - Lewis Casson, attore e regista teatrale britannico (n. 1875)
- 1969 - John Steele, militare statunitense (n. 1912)
- 1970 - Salvatore Caronia Roberti, architetto e ingegnere italiano (n. 1887)
- 1970 - Pio Maneschi, calciatore italiano (n. 1898)
- 1970 - Carmelo Marchese Ragona, funzionario e dirigente sportivo italiano (n. 1903)
- 1971 - Krikor Bedros XV Aghagianian, cardinale e patriarca cattolico armeno (n. 1895)
- 1971 - Pina Ballario, scrittrice italiana (n. 1899)
- 1971 - Collier Cudmore, canottiere britannico (n. 1885)
- 1971 - Reg Tomlinson, calciatore inglese (n. 1914)
- 1971 - Ettore di Giorgio, incisore e pittore italiano (n. 1887)
- 1972 - Heribert von Larisch, generale tedesco (n. 1894)
- 1973 - Mario Costella, calciatore italiano (n. 1893)
- 1973 - Silla Giuseppe Fortunato, ingegnere italiano (n. 1900)
- 1973 - Jacques Lipchitz, scultore lituano (n. 1891)
- 1974 - Domenico Fazio, militare italiano (n. 1921)
- 1975 - Carletto Manzoni, scrittore, giornalista e umorista italiano (n. 1909)
- 1975 - Oskar Tietz, ciclista su strada e pistard tedesco (n. 1895)
- 1976 - Otello Buscherini, pilota motociclistico italiano (n. 1949)
- 1976 - Vincenzo Russo, politico e avvocato italiano (n. 1901)
- 1976 - Paolo Tordi, pilota motociclistico italiano (n. 1948)
- 1977 - Modibo Keïta, politico maliano (n. 1915)
- 1978 - Goffredo Alessandrini, regista e ostacolista italiano (n. 1904)
- 1978 - Paolo Amadesi, calciatore italiano (n. 1902)
- 1978 - Giovanni Battistoni, calciatore e allenatore di calcio italiano (n. 1910)
- 1978 - William Steinberg, direttore d'orchestra tedesco (n. 1899)
- 1979 - William Stephen Finsen, astronomo sudafricano (n. 1905)
- 1979 - Robert Florey, sceneggiatore, regista e attore francese (n. 1900)
- 1979 - Luigi Gallino, calciatore italiano (n. 1901)
- 1979 - Max Niederbacher, calciatore tedesco (n. 1899)
- 1979 - Asa Philip Randolph, sindacalista e attivista statunitense (n. 1889)
- 1979 - Alberto Tedeschi, giornalista, editore e traduttore italiano (n. 1908)
- 1980 - Izis Bidermanas, fotoreporter e fotografo lituano (n. 1911)
- 1980 - José Calvo, attore spagnolo (n. 1916)
- 1980 - Corrado Mingo, arcivescovo cattolico italiano (n. 1901)
- 1980 - Marin Preda, scrittore e poeta rumeno (n. 1922)
- 1980 - Secondo Roggero, allenatore di calcio e calciatore italiano (n. 1910)
- 1981 - Antonio Boschetti, presbitero italiano (n. 1898)
- 1981 - Ernie Freeman, pianista, organista e arrangiatore statunitense (n. 1922)
- 1981 - Ljudmila Sergeevna Glazova, attrice sovietica (n. 1907)
- 1982 - Ostilio Capaccioli, calciatore e allenatore di calcio italiano (n. 1917)
- 1982 - Alfonso Marotta, pentatleta italiano (n. 1923)
- 1983 - Vina Bovy, soprano e attrice belga (n. 1900)
- 1983 - Edouard Zeckendorf, medico, militare e matematico belga (n. 1901)
- 1984 - Andy Kaufman, comico e attore statunitense (n. 1949)
- 1984 - Karl Neumer, pistard tedesco (n. 1887)
- 1984 - Tadeusz Pacuła, cestista polacco (n. 1932)
- 1984 - Irwin Shaw, scrittore, drammaturgo e sceneggiatore statunitense (n. 1913)
- 1984 - Fritzie Zivic, pugile statunitense (n. 1913)
- 1985 - Edgard De Caluwé, ciclista su strada belga (n. 1913)
- 1985 - Margaret Hamilton, attrice statunitense (n. 1902)
- 1986 - Gaetano Aliperta, militare e aviatore italiano (n. 1896)
- 1986 - Luigi Asquasciati, poeta italiano (n. 1905)
- 1986 - Pierino Favalli, ciclista su strada italiano (n. 1914)
- 1986 - Oscar Saccorotti, pittore, incisore e decoratore italiano (n. 1898)
- 1987 - Mino Doletti, giornalista, critico cinematografico e sceneggiatore italiano (n. 1906)
- 1988 - Július Bešina, calciatore slovacco (n. 1914)
- 1988 - Anna Zofia Krygowska, matematica polacca (n. 1904)
- 1988 - Anatolij Maslënkin, calciatore e allenatore di calcio sovietico (n. 1930)
- 1988 - Giovanni Pala, politico e giornalista italiano (n. 1896)
- 1988 - Michele Pascolato, politico e avvocato italiano (n. 1907)
- 1988 - Arnaldo Trevisan, poliziotto italiano (n. 1966)
- 1989 - Pio Angelo Brindisi, calciatore italiano (n. 1909)
- 1989 - Carlo Rossi, paroliere e produttore discografico italiano (n. 1920)
- 1990 - Sammy Davis Jr., cantante, ballerino e attore statunitense (n. 1925)
- 1990 - Jim Henson, artista, inventore e fumettista statunitense (n. 1936)
- 1990 - Margherita Horowitz, attrice austriaca (n. 1919)
- 1992 - Maria Cibrario Cinquini, matematica italiana (n. 1906)
- 1992 - Marisa Mell, attrice austriaca (n. 1939)
- 1992 - Chalino Sánchez, cantautore messicano (n. 1960)
- 1993 - Dezső Ákos Hamza, giornalista, pittore e regista ungherese (n. 1903)
- 1993 - Raúl Schiaffino, calciatore uruguaiano (n. 1923)
- 1994 - Alain Cuny, attore francese (n. 1908)
- 1994 - Boris Vladimorovič Derjagin, chimico e fisico russo (n. 1902)
- 1994 - Raymond Fiori, allenatore di calcio e calciatore francese (n. 1931)
- 1994 - Zdeňka Honsová, ginnasta ceca (n. 1927)
- 1994 - Alfred Otto Carl Nier, fisico statunitense (n. 1911)
- 1994 - Gerardo Reichel-Dolmatoff, antropologo e archeologo austriaco (n. 1912)
- 1995 - Red Amick, pilota automobilistico statunitense (n. 1929)
- 1995 - Lola Flores, cantante, ballerina e attrice spagnola (n. 1923)
- 1995 - Alexander Godunov, ballerino, attore e insegnante sovietico (n. 1949)
- 1995 - Gertrude Grob-Prandl, soprano austriaco (n. 1917)
- 1995 - Guelfo Nalli, cornista e musicista argentino (n. 1938)
- 1996 - Danilo Alvim, calciatore e allenatore di calcio brasiliano (n. 1920)
- 1996 - Edgar Ortenberg, violinista ungherese (n. 1900)
- 1997 - Giuseppe De Santis, regista, sceneggiatore e critico cinematografico italiano (n. 1917)
- 1997 - Bones McKinney, cestista e allenatore di pallacanestro statunitense (n. 1919)
- 1999 - Santi Corvaja, giornalista e scrittore italiano (n. 1920)
- 1999 - George Hill Hodel, medico statunitense (n. 1907)
- 1999 - Eva Macapagal, medica filippina (n. 1915)
- 1999 - Giuseppe Mirabelli, politico italiano (n. 1945)
- 2000 - Frido Frey, cestista tedesco (n. 1921)
- 2000 - Luigi Stringa, fisico italiano (n. 1939)
- 2000 - Andrzej Szczypiorski, scrittore e politico polacco (n. 1928)

## XXI secolo(123)
- 2001 - Aldo Attardi, giurista italiano (n. 1926)
- 2001 - Emilio Bertuzzi, hockeista su pista e allenatore di hockey su pista italiano (n. 1920)
- 2001 - Antonio Rodriguez Flóres, calciatore messicano (n. 1923)
- 2001 - Elio Grolli, allenatore di calcio e calciatore italiano (n. 1913)
- 2001 - Jean-Philippe Lauer, egittologo francese (n. 1902)
- 2002 - James Dewar, bassista e cantante britannico (n. 1942)
- 2002 - Francesco Ghiretti, fisiologo e biologo italiano (n. 1916)
- 2003 - Mario Pavan, entomologo, speleologo e politico italiano (n. 1918)
- 2003 - Lazar Tasić, calciatore jugoslavo (n. 1931)
- 2004 - Riccardo Brengola, violinista italiano (n. 1917)
- 2004 - Enrico Manfrini, scultore e incisore italiano (n. 1917)
- 2004 - Kamala Markandaya, scrittrice e giornalista indiana (n. 1924)
- 2004 - Marika Rökk, attrice, ballerina e cantante ungherese (n. 1913)
- 2004 - Rainer G. Rümmler, architetto tedesco (n. 1929)
- 2004 - Egidio Scansetti, calciatore italiano (n. 1909)
- 2005 - June Lang, attrice statunitense (n. 1917)
- 2005 - Jiří Rubáš, allenatore di calcio e calciatore cecoslovacco (n. 1922)
- 2006 - André Labarrère, politico e storico francese (n. 1928)
- 2006 - Román Matito, calciatore spagnolo (n. 1927)
- 2006 - Colin Murray Turbayne, filosofo australiano (n. 1916)
- 2007 - Franco Asinari, pittore e incisore italiano (n. 1916)
- 2007 - Mary Douglas, antropologa britannica (n. 1921)
- 2007 - Gohar Gasparyan, soprano armeno (n. 1924)
- 2007 - C. Timothy O'Meara, montatore statunitense (n. 1943)
- 2007 - Alberto Verso, costumista italiano (n. 1941)
- 2008 - David Mitton, regista, produttore televisivo e effettista britannico (n. 1939)
- 2008 - Domenico Noviello, imprenditore italiano (n. 1943)
- 2009 - Giulio Gianini, regista, direttore della fotografia e animatore italiano (n. 1927)
- 2009 - Sándor Katona, calciatore ungherese (n. 1943)
- 2009 - Piero Lacaita, editore italiano (n. 1923)
- 2009 - Ferenc Nógrádi, calciatore ungherese (n. 1940)
- 2009 - Raffaele Paparella Treccia, medico e mecenate italiano (n. 1913)
- 2010 - Oswaldo López Arellano, generale e politico honduregno (n. 1921)
- 2010 - Ronnie James Dio, cantautore statunitense (n. 1942)
- 2010 - Vittorio Ghiandi, calciatore italiano (n. 1927)
- 2010 - Cristiano Grottanelli, storico delle religioni italiano (n. 1946)
- 2010 - Hank Jones, pianista e compositore statunitense (n. 1918)
- 2010 - Giuseppe Reale, politico italiano (n. 1918)
- 2011 - Douglas Blubaugh, lottatore statunitense (n. 1934)
- 2011 - Serghei Covaliov, canoista rumeno (n. 1944)
- 2011 - Mitsuki Nakamura, direttore artistico giapponese (n. 1944)
- 2012 - Maria Bieșu, soprano moldavo (n. 1935)
- 2012 - Hans Geister, velocista tedesco (n. 1928)
- 2012 - Patricia Aakhus, scrittrice statunitense (n. 1952)
- 2012 - Aleksandr Ponomarëv, direttore di coro russo (n. 1938)
- 2012 - Bruno Tattanelli, generale e aviatore italiano (n. 1911)
- 2013 - Werner Bormann, economista e esperantista tedesco (n. 1931)
- 2013 - Nora McDermott, cestista, allenatrice di pallacanestro e pallavolista canadese (n. 1927)
- 2013 - Heinrich Rohrer, fisico svizzero (n. 1933)
- 2013 - Marcello Staglieno, giornalista, scrittore e politico italiano (n. 1938)
- 2014 - Vito Favero, ciclista su strada italiano (n. 1932)
- 2014 - Nikola Gjuzelev, basso bulgaro (n. 1936)
- 2014 - Allan Folsom, scrittore e sceneggiatore statunitense (n. 1941)
- 2014 - Hedi Vaccaro Frehner, attivista svizzera (n. 1926)
- 2015 - Jackie Basehart, attore statunitense (n. 1951)
- 2015 - Dean Potter, alpinista statunitense (n. 1972)
- 2015 - John Templeton Jr., medico statunitense (n. 1940)
- 2015 - Garo Yepremian, giocatore di football americano statunitense (n. 1944)
- 2016 - Ugo Carcassi, medico italiano (n. 1921)
- 2016 - Giovanni Coppa, cardinale e arcivescovo cattolico italiano (n. 1925)
- 2016 - Huguette Dreyfus, clavicembalista francese (n. 1928)
- 2016 - Romaldo Giurgola, architetto e scrittore italiano (n. 1920)
- 2016 - Constant Huysmans, calciatore belga (n. 1928)
- 2016 - François Maistre, attore francese (n. 1925)
- 2016 - Jim McMillian, cestista statunitense (n. 1948)
- 2016 - Piero Zanotto, fumettista, giornalista e scrittore italiano (n. 1929)
- 2017 - Ronald Cocks, calciatore e allenatore di calcio maltese (n. 1943)
- 2017 - Walter Kollmann, calciatore austriaco (n. 1932)
- 2017 - Alberto La Volpe, giornalista e politico italiano (n. 1933)
- 2017 - Emil Stehle, vescovo cattolico tedesco (n. 1926)
- 2017 - Oleg Borisovič Vidov, attore sovietico (n. 1943)
- 2018 - François Bréda, saggista, poeta e critico letterario rumeno (n. 1956)
- 2018 - Joseph Campanella, attore statunitense (n. 1924)
- 2018 - Hugh Dane, comico, attore e cabarettista statunitense (n. 1942)
- 2018 - Eloisa Mafalda, attrice brasiliana (n. 1924)
- 2018 - Erik Melbye, cestista e pallamanista danese (n. 1925)
- 2018 - Lucian Pintilie, regista e sceneggiatore rumeno (n. 1933)
- 2019 - Nikolai Baturin, romanziere, drammaturgo e illustratore estone (n. 1936)
- 2019 - Paolo Ciarchi, chitarrista italiano (n. 1942)
- 2019 - Bob Hawke, politico australiano (n. 1929)
- 2019 - Sepp Innerhofer, terrorista italiano (n. 1928)
- 2019 - Ashley Massaro, wrestler e modella statunitense (n. 1979)
- 2019 - Ieoh Ming Pei, architetto cinese (n. 1917)
- 2019 - Geoff Toseland, calciatore inglese (n. 1931)
- 2019 - Kjell Wangen, calciatore norvegese (n. 1942)
- 2020 - Julio Anguita, politico spagnolo (n. 1941)
- 2020 - René Moreu, illustratore e pittore francese (n. 1920)
- 2020 - Pilar Pellicer, attrice messicana (n. 1938)
- 2020 - Constantin Radu, calciatore rumeno (n. 1945)
- 2020 - Lynn Shelton, regista, sceneggiatrice e attrice statunitense (n. 1965)
- 2020 - Nanda Vigo, designer italiana (n. 1936)
- 2020 - Jon Whiteley, attore e storico dell'arte britannico (n. 1945)
- 2020 - Tony Yates, cestista e allenatore di pallacanestro statunitense (n. 1937)
- 2021 - Bruno Covas, politico, avvocato e economista brasiliano (n. 1980)
- 2021 - Italo Pasquon, chimico italiano (n. 1927)
- 2021 - Rildo, calciatore brasiliano (n. 1942)
- 2021 - Richard Rubenstein, filosofo, teologo e rabbino statunitense (n. 1924)
- 2021 - Alessandro Talotti, altista italiano (n. 1980)
- 2022 - John Aylward, attore statunitense (n. 1946)
- 2022 - Algis Ignatavicius, cestista lituano (n. 1932)
- 2022 - Hubert Niel, ciclista su strada francese (n. 1941)
- 2022 - Ademola Okulaja, cestista tedesco (n. 1975)
- 2022 - Carol Ann Peters, danzatrice su ghiaccio statunitense (n. 1932)
- 2023 - Boris Khanukov, scacchista ucraino (n. 1939)
- 2023 - Chiara Moretti, attrice italiana (n. 1953)
- 2023 - Maria Serena Palieri, giornalista e scrittrice italiana (n. 1953)
- 2023 - Nelsinho Rosa, calciatore e allenatore di calcio brasiliano (n. 1937)
- 2023 - Per Røntved, calciatore danese (n. 1949)
- 2024 - Carmen Berenguer, poetessa e giornalista cilena (n. 1946)
- 2024 - Dabney Coleman, attore statunitense (n. 1932)
- 2024 - Ken Gardner, cestista statunitense (n. 1949)
- 2024 - Umberto Ruggiero, ingegnere italiano (n. 1927)
- 2025 - Marianne Bernadotte, filantropa e attrice svedese (n. 1924)
- 2025 - Teo Ciavarella, pianista e compositore italiano (n. 1960)
- 2025 - Anna Maria Damigella, critica d'arte, saggista e storica dell'arte italiana (n. 1939)
- 2025 - Brian Glanville, scrittore e giornalista britannico (n. 1931)
- 2025 - Emmanuel Kundé, calciatore camerunese (n. 1956)
- 2025 - Peter David Lax, matematico statunitense (n. 1926)
- 2025 - Jadwiga Rappé, contralto polacco (n. 1952)
- 2025 - Umberto Segato, giornalista, scrittore e poeta italiano (n. 1932)
- 2025 - Gerard Soeteman, sceneggiatore olandese (n. 1936)
- 2025 - Meta Velander, attrice e doppiatrice svedese (n. 1924)
- 2025 - Teresa Vergalli, partigiana, insegnante e politica italiana (n. 1927)

## Senza anno specificato(3)
- Germerio di Tolosa, vescovo franco
- Anne Lennard, contessa di Sussex, nobile britannica (n. 1661)
- Pellegrino di Auxerre, vescovo francese